# Kindia gangan
Genre
Espèce
Statut de conservation UICN

 EN  : En danger
Kindia gangan, unique représentant du genre Kindia, est une espèce de plantes à fleurs de la famille des Rubiaceae qui est est endémique de la république de Guinée (Afrique de l'Ouest). 

## Répartition
Cette plante est endémique de Guinée. Elle ne se rencontre que sur le versant nord-est du mont Gangan (préfecture de Kindia) entre 230 et 540 m d'altitude, dans l'écorégion forêt-savane guinéenne.
L'espèce a une zone d'occurrence (en) (EOO) estimée à 28 km2 et une zone d'occupation (en) (AOO) estimée à 20 km2. Les travaux de terrain effectués dans l'aire de répartition connue de l'espèce n'ont permis de trouver que 86 spécimens. Les populations connues poussent dans la forêt classée de Gangan. L'exploitation de carrières de grès est courante dans la région, mais elle n'est pas considérée comme une menace immédiate pour l'espèce. 

## Description
Kindia gangan est un sous-arbrisseau vivace à plusieurs tiges. Il produit des fleurs blanches de juin à septembre qui se développent en baies blanc verdâtre.
Il vit sur les hautes falaises de grès où il pousse dans des fissures étroites qui sont ombragées pendant une partie de la journée. Les plantes se présentent généralement en colonies de sept à quinze pieds, et plus rarement de un à trois. On pense que la plante est pollinisée par les chauves-souris.

## Systématique
Le nom correct complet (avec auteur) de ce taxon est Kindia gangan Cheek.